# Lindsay Ell
Lindsay Elizabeth Ell (Calgary, Alberta, 20 de marzo de 1989) es una cantante de música country, compositora y guitarrista canadiense nacionalizada estadounidense.Su música incorpora elementos de Rock y Blues. Tiene un contrato con el sello discográfico estadounidense Stoney Creek Records, un sello de Broken Bow Records.Su primer EP, "Worth The Wait", se lanzó en marzo de 2017. Su primer álbum de larga duración, "The Project",se lanzó en agosto de 2017 y debutó en el #1 en la lista de ventas de álbumes country de Billboard.Desde 2022, ha sido la presentadora de la revivida serie telerralidad Canada's Got Talent.

## Vida Prematura
Lindsay Ell nació en Calgary. Comenzó a tocar el piano a los seis años, hasta que descubrió la colección de guitarras de su padre esparcidas por toda la casa, y cambió a los ocho años; "Me enamoré de la guitarra", dice Lindsay. "Es una gran parte de lo que soy". Lindsay se enamoró del blues y comenzó a escribir canciones a los 10 años. Ell fue la mejor estudiante de su clase en Bishop Carroll High School, de donde se graduó un año antes. Luego estudió negocios en la Universidad de Calgary y música en el Berklee College of Music, además de seguir su carrera musical.
Ell se convirtió oficialmente en ciudadana estadounidense el 8 de diciembre de 2022.

## Carrera Musical
Randy Bachman descubrió a Ell cuando ella sólo tenía 15 años. Bachman la describió como "la artista más talentosa y multifacética que he conocido en muchos años". Bachman coescribió y produjo su primer álbum Consider This. Fue grabado en el estudio de Bachman en Saltspring Island, y la propia Ell coescribió la mayoría de las 11 canciones. El álbum fue lanzado en 2006 en el sello discográfico Ranbach Music de Bachman y distribuido por Fontana North. Ell realizó una gira con el guitarrista de blues Buddy Guy en 2008. En su álbum de 2009, Alone, pasó a un sonido más acústico en comparación con su debut.
Fue su primer viaje como compositora a Nashville lo que cerró el círculo hacia sus raíces country. Viajó de ida y vuelta desde Calgary a Nashville durante un par de años para participar en sesiones de composición mientras tocaba en tantos shows en vivo como pudiera para perfeccionar su arte. A la edad de 21 años, se mudó permanentemente a Nashville y firmó con el sello discográfico Estadounidense Stoney Creek Records.
En diciembre de 2013, su primer sencillo oficial, "Trippin' on Us", debutó como la canción más escuchada en la radio de música country tanto en Canadá como en Estados Unidos con más de 50 reproducciones en la primera semana. Desde entonces, Guitar World ha llamado a Ell "una verdadera triple amenaza"; "una estrella en ciernes" por Taste of Country y "una figura distintiva en el campo de grabación del nuevo country" por Country Weekly. Lindsay es una guitarrista cuyo estilo ha sido influenciado por John Mayer, Keith Urban, Stevie Ray Vaughan, Tommy Emmanuel, Chet Atkins, Buddy Guy, Randy Bachman, Eric Clapton y Jimi Hendrix. Normalmente toca guitarras acústicas Les Paul Goddess y Martin personalizadas. Ella es una artista oficial de Martin Guitar.
Lindsay hizo su debut en Grand Ole Opry el 15 de abril de 2014 y desde entonces ha hecho varias apariciones en el programa. El 24 de marzo de 2017, Lindsay lanzó su EP debut, Worth the Wait, con seis canciones, una de las cuales es una versión de "Stop This Train" de John Mayer. "Worth The Wait" muestra el talento de Ell en todas sus capacidades, como guitarrista, vocalista y compositora, escribió en Sounds Like Nashville en una reseña de su próximo disco titulado "The Project". El 28 de enero de 2018, Lindsay cantó el Himno Nacional Canadiense en el Juego de Estrellas de la NHL 2018. En marzo de 2018, actuó en el festival C2C: Country to Country en el Reino Unido. El 29 de julio de 2020, a petición de su sello, Lindsay voló a Nashville para realizar un remix como artista invitada en el sencillo recién lanzado de su compañero de sello, Tucker Beathard, titulado "Faithful". La canción fue el primer sencillo promocional lanzado tras el anuncio del próximo álbum de Beathard titulado KING, sin embargo, la versión que la presenta quedó fuera del álbum y, en cambio, solo se pudo transmitir a través de YouTube.
El 14 de agosto de 2020, Ell lanzó su quinto álbum de estudio, "Heart Theory", con los sencillos "I Don't Love You", "Want Me Back" y "Good on You". En octubre de 2021, se anunció que Ell será la anfitriona de la segunda temporada de Canada's Got Talent, que se emitió en 2022. Se desempeñó junto a Priyanka como copresentadora de los Canadian Country Music Awards 2021.
En 2023, Ell dejó los Sellos Americanos Stoney Creek Records y BBR Music Group y se fue al sello discográfico canadiense Warner Music Canada. Posteriormente lanzó el sencillo "Sweet Spot". Su canción "Right on Time" fue nombrada "Single del año" en los "Canadian Country Music Awards 2023".

## Vida personal
En febrero de 2023, reveló que ha estado luchando durante muchos años contra un trastorno alimentario que le fue diagnosticado recientemente.

## Discografía
- Consider This (2008)
- Alone (2009)
- The Project (2017)
- The Contuum Project (2018)
- Heart Theory (2020)